# Porpax scaposa
Porpax scaposa är en orkidéart som beskrevs av Gunnar Seidenfaden. Porpax scaposa ingår i släktet Porpax och familjen orkidéer. Inga underarter finns listade i Catalogue of Life.